# Хормуста
Хорму́ста (бур., монг. Хурмаста, Хормуста-тенгри, Хормуста тэнгри, Хормуста тнгри, Хан-Хурмаста, от согдийского Хурмазта) — верховное божество в религиозно-мифологической традиции монгольских народов; в бурятской мифологии — глава западных 55 тенгриев, небесный отец Гэсэра.
Родственен зороастрийскому Ормузду. Культ заимствован из Ирана в середине I тысячелетия н. э. и известен по всей Центральной Азии и Южной Сибири. Включён бурятскими и монгольскими ламами в буддийский пантеон как владыка горы Сумеру.
Согласно историческим данным, уйгурский культурный фактор сумел оказать значительное влияние на мировоззрение монголов XIII-XV веков. Именно с уйгурским буддизмом связана трансформация образа Хормусты в религиозных представлениях монголов.
Хормуста Тенгри является высшим божеством, превосходящим всех других Тенгри, за исключением Коке Монгке Тенгри. Согласно преданиям, при создании мира Будда придал ему свет, а Хормуста внес огонь, принося тепло и жизнь во Вселенную. В большинстве случаев он является милосердным правителем, поручая молитвы и труды другим Тенгри, поддерживая их в исполнении их обязанностей. Его щедрость неизмерима, подобно истинному монарху, и он получает руководство от Будды, которому он безоговорочно подчиняется. Однако у Хормусты вспыльчивый нрав, и он не терпит неуважения со стороны тех, кого считает своими подданными... По правде говоря, это относится к любому существу, кроме Будды, Матери-Земли и Вечного Неба, к чьим установлениям он покоряется с полным покорством. Он создал множество меньших духов и богов, от которых ожидается подчинение его воле.
Монгольский шаманизм, известный также как монгольская народная религия или тенгеризм, является этнической религией, практикуемой в Монголии и сопредельных регионах, включая Бурятию и Внутреннюю Монголию. Он существует уже не менее одной тысячи лет и тесно связан со всеми сферами общественной жизни и организацией общества монгольского народа. Шаманизм также смешался с буддизмом, подвергаясь его влиянию. В период социалистического режима в двадцатом веке шаманизм был подавлен, однако с тех пор он снова возродился.
Монгольский шаманизм основан на поклонении богам, известным как тенгри, и высшему божеству Тэнгэр, или Кормуста Тенгри. Это всеобъемлющая система верований, включающая медицину, религию, культ природы и поклонение предкам. Шаманы (böö) и шаманки (udgan) играли центральную роль в общении между миром людей и миром духов. Однако они не были единственными, кто поддерживал контакт с духовным миром: дворяне и вожди кланов также выполняли религиозные функции, как и простые люди, при этом их статус в обществе отражался в способе поклонения.
Тенгри и основное божество шаманизма, Кормуста Тенгри, описаны в "Тайной истории монголов", древнем источнике на монгольском языке из XIII века. Однако в этот период источники не предоставляют полной и последовательной системы верований и традиций. Более богатый набор источников появился с XVII века и отражает влияние буддизма на шаманизм. Многие ученые считают, что они указывают на продолжение древних шаманских традиций.
Во время советского периода в Монголии все формы поклонения Хормуста были подавлены. Однако после окончания советского влияния в 1991 году религия, включая шаманизм и буддизм, начала возрождаться. Современные исследования антропологов свидетельствуют о том, что шаманизм продолжает оставаться важной частью духовной жизни монгольского народа.
Овоо, также известные как обо, аобаоэ или "куча" на монгольском языке, представляют собой крупные каменные церемониальные алтари в форме курганов, используемые для поклонения Хормуста в традиционной религии монголов и других этнических групп. Каждая овоо считается воплощением бога. Овоо посвящены небесным богам, горным богам, богам природы и богам предков. Внутри Монголии овоо может быть личной святыней для большой семьи или родственника, а также общей для деревни (посвященной богу деревни). Паломники, проходящие мимо овоо, традиционно делают три круга вокруг него по часовой стрелке во время молитвы. Они часто приносят жертвы, добавляя камни к кургану или вешая синие шелковые шарфы, называемые хадак, которые символизируют горных духов Хормуста тенгри. Некоторые паломники также оставляют деньги, молоко, ароматические палочки или алкогольные напитки в поклонение Хормуста.